# Federica Sanfilippo
Federica Sanfilippo (Vipiteno, 24 ottobre 1990) è un'ex sciatrice nordica italiana attiva nel biathlon e nello sci di fondo.

## Biografia

### Stagioni 2007-2018
Federica Sanfilippo, originaria di Ridanna di Racines, nella prima parte della sua carriera si è dedicata al biathlon: attiva dalla stagione 2006-2007, in Coppa del Mondo ha esordito il 6 dicembre 2013 a Hochfilzen in sprint (89ª) e ha ottenuto il primo podio il 15 febbraio 2015 a Oslo Holmenkollen (2ª in staffetta insieme a Dorothea Wierer, Nicole Gontier e Karin Oberhofer). Ha esordito ai Campionati mondiali in occasione della rassegna iridata di Kontiolahti 2015, in cui è stata 11ª nell'individuale.

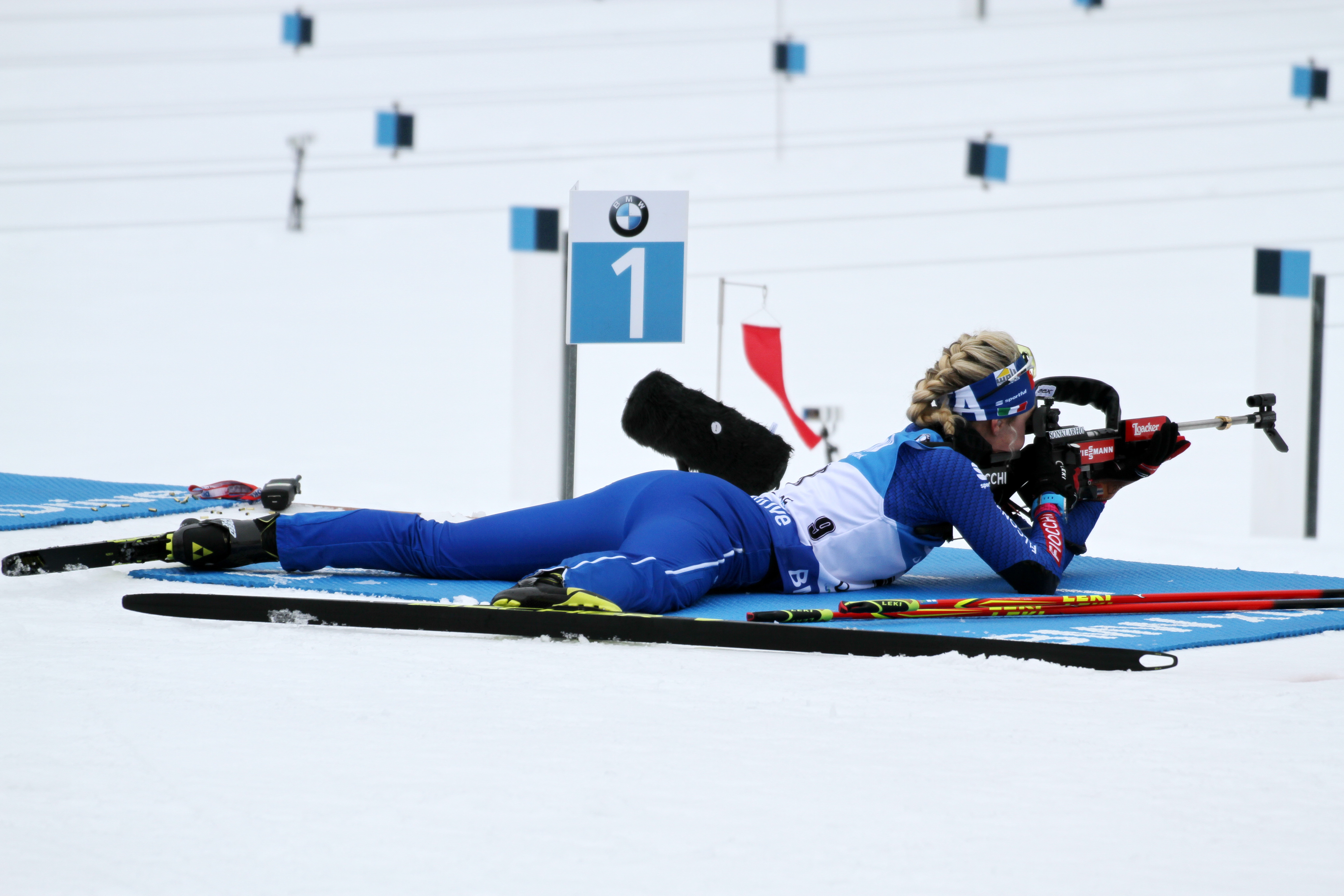
Federica Sanfilippo in gara a Oberhof nel 2018

Nella stagione 2015-2016 ha ottenuto il suo unico podio individuale in Coppa del Mondo, il 5 dicembre a Östersund in sprint (2ª), la prima vittoria il 13 dicembre successivo, nella staffetta di Hochfilzen, e ai Mondiali di Oslo 2016 si è piazzata 58ª nell'individuale, 50ª nella sprint e 50ª nell'inseguimento. L'anno dopo ai Mondiali di Hochfilzen 2017 si è posizionata 54ª nell'individuale, 5ª nella sprint, 17ª nell'inseguimento, 21ª nella partenza in linea e 5ª nella staffetta; ai XXIII Giochi olimpici invernali di Pyeongchang 2018, suo esordio olimpico, si è classificata 69ª nella sprint e 9ª nella staffetta.

### Stagioni 2019-2024
Il 16 dicembre 2018 a conquistato a Hochfilzen in staffetta la sua seconda e ultima vittoria in Coppa del Mondo e ai successivi Mondiali di Östersund 2019 è arrivata 34ª nella sprint, 39ª nell'inseguimento e 10ª nella staffetta; nella rassegna iridata di Anterselva 2020 è giunta 41ª nell'individuale, 45ª nella sprint, 33ª nell'inseguimento e 10ª nella staffetta e a quella di Pokljuka 2021, sua ultima presenza iridata, si è classificata 83ª nell'individuale, 79ª nella sprint e 9ª nella staffetta. Ha preso parte ai XXIV Giochi olimpici invernali di Pechino 2022, sua ultima presenza olimpica, piazzandosi 49ª nell'individuale, 82ª nella sprint e 5ª nella staffetta; in Coppa del Mondo il 3 marzo dello stesso anno ha ottenuto a Kontiolahti in staffetta l'ultimo podio (3ª) e ha preso per l'ultima volta il via il 12 gennaio 2023 a Ruhpolding in individuale (34ª), sua ultima gara nel biathlon: il 16 gennaio seguente ha annunciato il passaggio allo sci di fondo, specialità nella quale aveva esordito in Coppa del Mondo il 31 dicembre 2022 nella tappa del Tour de Ski di Val Müstair (27ª in sprint).
Il 5 febbraio dello stesso hanno ha ottenuto il miglior risultato in Coppa del Mondo, a Dobbiaco in staffetta (6ª); ha quindi debuttato ai Campionati mondiali di sci nordico a Planica 2023, sua unica presenza iridata nella specialità, dove si è classificata 30ª nella 10 km, 10ª nella sprint a squadre e 7ª nella staffetta. Ha preso per l'ultima volta il via in Coppa del Mondo il 27 gennaio 2024 a Goms in sprint (35ª) e si è ritirata al termine di quella stessa stagione 2023-2024: la sua ultima gara in carriera è stata la 10 km a tecnica libera dei Campionati italiani 2024, disputata il 24 marzo a Pragelato e nella quale la Sanfilippo ha vinto la medaglia di bronzo.

## Palmarès

### Biathlon

#### Coppa del Mondo
- Miglior piazzamento in classifica generale: 30ª nel 2017
- 8 podi (1 individuale, 7 a squadre):
  - 2 vittorie (a squadre)
  - 3 secondi posti (1 individuale, 2 a squadre)
  - 3 terzi posti (a squadre)

##### Coppa del Mondo - vittorie
| Data             | Località   | Nazione | Specialità                                                   |
| ---------------- | ---------- | ------- | ------------------------------------------------------------ |
| 13 dicembre 2015 | Hochfilzen | Austria | RL (con Lisa Vittozzi, Karin Oberhofer e Dorothea Wierer)    |
| 16 dicembre 2018 | Hochfilzen | Austria | RL (con Lisa Vittozzi, Alexia Runggaldier e Dorothea Wierer) |

Legenda:

RL = staffetta

### Sci di fondo

#### Coppa del Mondo
- Miglior piazzamento in classifica generale: 77ª nel 2023

#### Campionati italiani
- 2 medaglie:
  - 1 oro (sprint TL nel 2023)
  - 1 bronzo (10 km TL nel 2024)